# Asasinare la comandă

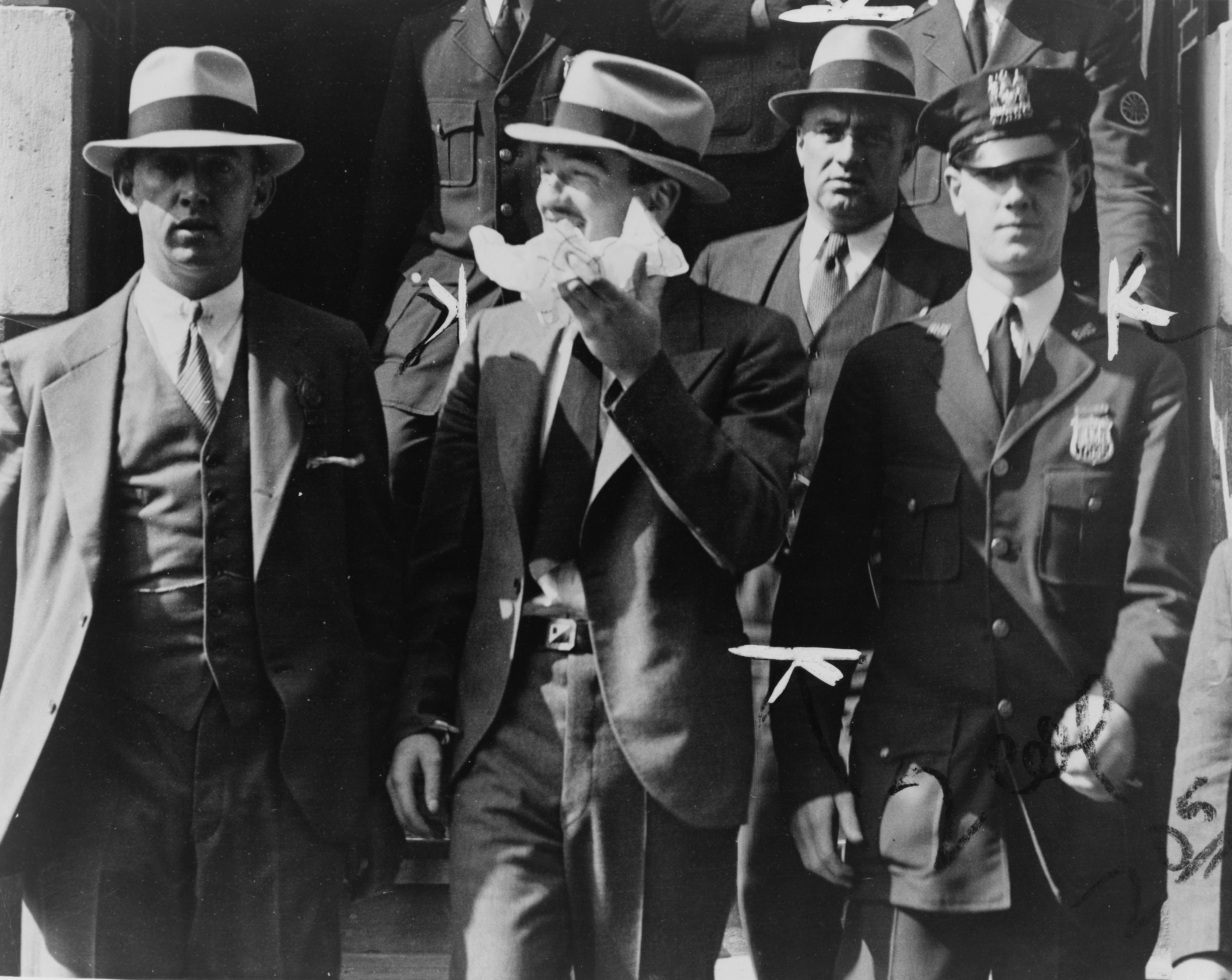
Vincent „Mad Dog” Coll ieșind din tribunal înconjurat de polițiști (1931).

Asasinarea la comandă este o formă de omor cu premeditare în care o parte angajează altă parte cu scopul de a ucide una sau mai multe persoane în schimbul unor servicii sau sume de bani. Aceasta implică existența unui acord ilegal⁠(d) între două sau mai multe părți - fie ele persoane, grupuri sau organizații - prin care una dintre ele este de acord să ucidă persoana marcată. Asasinarea la comandă este asociată cu crima organizată, conspirațiile guvernamentale și actele de răzbunare. De exemplu, grupul Murder, Inc. din Statele Unite a comis sute de asasinate la ordinele Sindicatului național al crimei în anii 1930 și 1940.
Asasinarea la comandă oferă celui angajat să o execute libertatea să nu o facă și să angajeze la rândul său alt asasin, fapt care îngreunează investigațiile oamenilor legii⁠(d). Probabilitatea ca autoritățile să-l descopere pe asasin, în special dacă luăm în considerare lipsa de probe⁠(d) care să-l implice în cazul de crimă, este extrem de mică.
Asasinii plătiți pot să aibă trăsături psihice specifice criminalilor în serie⁠(d), dar în general nu sunt clasificați astfel deoarece comit crimele în numele unui solicitant, sunt motivați financiar și detașați emoțional⁠(d). Cu toate acestea, există uneori indiviz care sunt etichetați atât ca asasini, cât și ca ucigași în serie.
Asasinii angajați să execute ordinele unor organizații criminale și să ucidă o anumită persoană sunt deseori numiți executori.

## Statistici
Conform unui studiu realizat de Institutul australian de Criminologie⁠(d) pe 162 de tentative de asasinare sau asasinate la comandă care au avut loc în Australia între 1989 și 2002, cel mai întâlnit motiv pentru angajarea unui asasin a fost obținerea unor sume de bani din asigurări pe viață. De asemenea, studiul a descoperit că plata pentru o „eliminare” era în jur de 15.000 de dolari - cea mai mică fiind de 5.000, iar cea mai mare de 30.000 - și armele utilizate în majoritatea cazurile erau arme de foc. Asasinările la comandă au reprezentat 2% din crimele comise în Australia în acea perioadă.  Numărul asasinatelor la comandă este relativ mic la nivel mondial. De exemplu, au reprezentat aproximativ 5% din toate crimele comise în Scoția din 1993 până în 2002.

## Cazuri notorii

### Asasini
- Vincent „Mad Dog” Coll⁠(d), un asasin irlandez-american⁠(d) care a lucrat pentru Dutch Schultzși Owney Madden⁠(d).
- Glennon Engleman⁠(d), medic stomatolog american care activa și ca asasin.
- Ray Ferritto⁠(d), asasin și soldat italoamerican al familiilor din Cleveland și Los Angeles, cunoscut pentru uciderea lui Danny Greene⁠(d); mai târziu a devenit martor guvernamental și a depus mărturie împotriva mafiei.
- Christopher Dale Flannery⁠(d) reputat asasin australian.
- Giuseppe Greco⁠(d), un sicilian care a ucis cel puțin 58 de oameni și până la 300 în timpul celui de-al doilea război al mafiei⁠(d)
- Charles Harrelson⁠(d), asasin american, tatăl actorului Woody Harrelson.
- Marinko Magda⁠(d), asasin sârb condamnat pentru 11 crime, printre care și o familie maghiară.
- Tommy „Karate” Pitera⁠(d), un asasin și soldat italoamerican din familia Bonnano. Era cunoscut pentru trăsăturile tipice unui criminal în serie și în calitate de practicant al artelor marțiale.
- Frank „Irlandezul” Sheeran, un membru de sindicat și asasin al mafiei, asociat al lui Russell Bufalino. Sheeran a susținut că l-a ucis pe fostul președinte Teamsters⁠(d), Jimmy Hoffa.[14]
- Benjamin "Bugsy" Siegel, un asasin evreu care a condus gașca Bugs și Meyer Mob⁠(d) și a fost asasin al Murder, Inc.; Siegel a fost principalul asasin al mafiei italiene în perioada Prohibiției.
- Alexander Solonik⁠(d), asasin rus care a comis crime pentru grupul Kurganskaya.
- Alexandru "Sasha-soldat" Pustovalov, asasin rus și soldat al bandei Orekhovskaya.⁠(d). Pustovalov are 22 de asasinări confirmate.
- Robert Young, alias Willie Sanchez, un deținut evadat și asasin plătit angajat de The Council⁠(d), o organizație criminală condus de Nicky Barnes⁠(d).[15][16][17]
- Z⁠(d), un minor în vârstă de 15 ani care a fost condamnat pentru uciderea unui agent de asigurări la ordinele soțului ei în Singapore în 2001. El a fost reținut pe termen nelimitat timp de 17 ani înainte de a fi eliberat.